# Heliconius colombiana
Heliconius colombiana är en fjärilsart som beskrevs av Apolinar 1927. Heliconius colombiana ingår i släktet Heliconius och familjen praktfjärilar. Inga underarter finns listade i Catalogue of Life.